# الشيخ مولاي عبد الله أمغار
الشيخ مولاي عبد الله أمغار أو أبو البدلاء هو أبو عبد الله محمد بن أبي جعفر إسحاق بن إسماعيل بن سعيد الصنهاجي، المعروف بابن أمغار، مؤسس رباط «تيط نفطر» ومعناه بالأمازيغية «عين باردة»، الواقع ضمن مجال صنهاجة أزمور. تسمى اليوم باسمه جماعة ترابية مغربية ضمن إقليم الجديدة وهي جماعة مولاي عبد الله أمغار، وينظم فيها سنويا أكبر موسم في المغرب وهو موسم مولاي عبد الله أمغار.

## اللقب

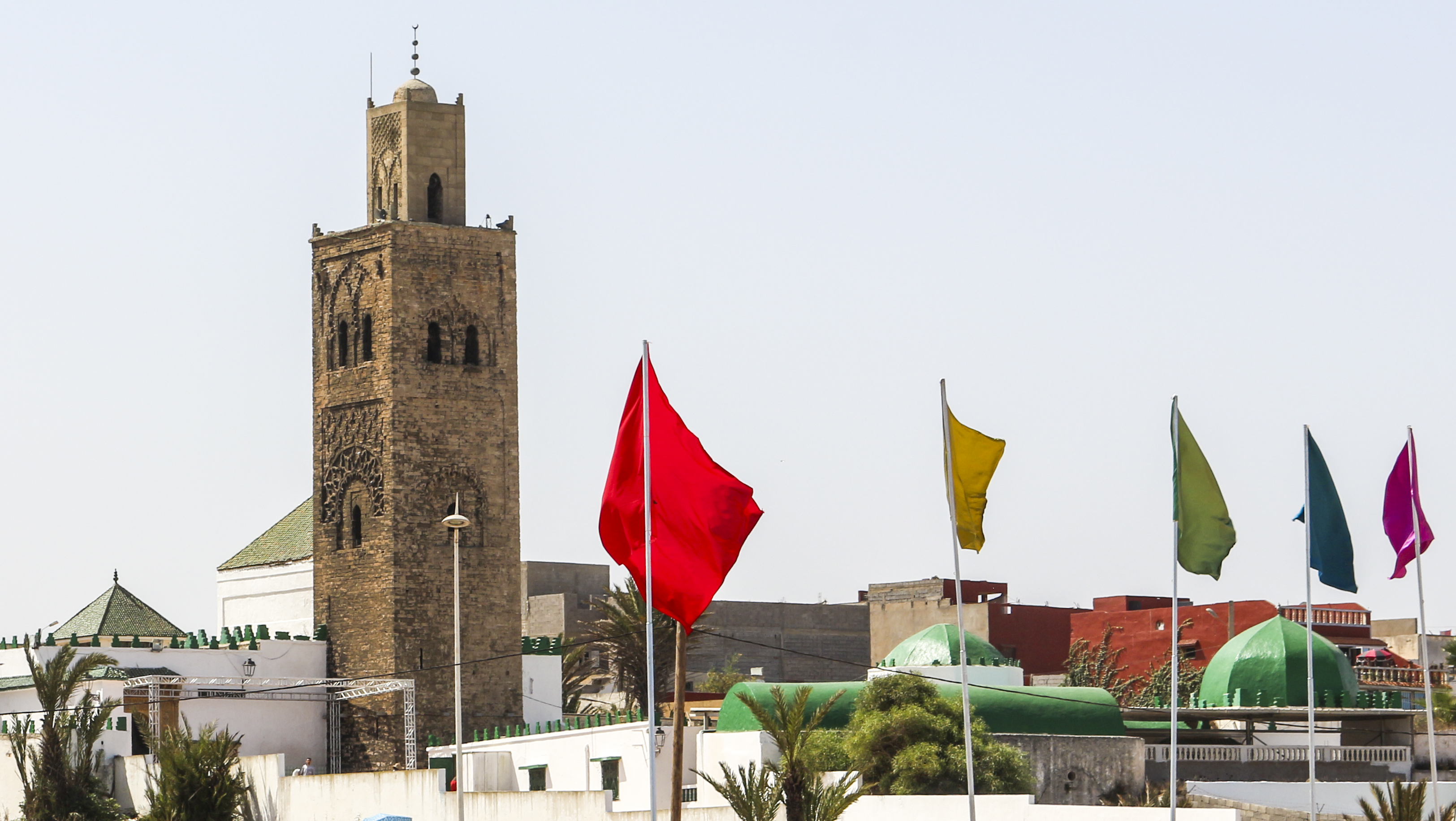
ضريح مولا عبد الله أمغار.

كلمة أمغار بالأمازيغية تعني كبير القرية، أي الذي يقوم بشؤونها ويرعاها، لكن يقصد بها في حالة مولاي عبد الله أمغار، أنه بمثابة الشيخ باللغة العربية.

## أسرة الأمغاريين
شهدت أسرة الأمغاريين تطورا بين العهد الموحدي والعهد المريني. ففي العهد الموحدي اعتمدت شهرتهم على الدور الصوفي والعلمي فقط، بينما في العهد المريني تعززت مكانتهم بدعم الدولة وتم تأكيد نسبهم الشريف، مما جعلهم ينضمون إلى صفوف الأسر الصوفية التي جمعت بين الصلاح والولاية وعلو النسب. وهنا اكتسب رباط تيط مكانة مهمة، حيث جعلته الطائفة الصنهاجية، أهم الطوائف الصوفية المغربية خلال العصر الوسيط، وهذا ما أضفى على رباطهم سمعة رفيعة، مما جعله في منتصف القرن التاسع الهجري مركزا صوفيا سنيا مجددا للشاذلية، وانطلق منه أشهر متصوفة المغرب وهو الإمام محمد بن سليمان الجزولي.

### قيل حول الأمغاريين
- قال الزيات صاحب كتاب التشوف حول الأسرة الأمغارية: "بيت خير وصلاح وولاية، وكذلك خلفه إلى الآن"[3]
- عد ابن قنفذ بيت آل أمغار من أكبر بيتة في المغرب في الصلاح، لأنهم يتوارثونه كما يتوارث الناس المال.[4]

## قيل عنه
ذكر ابن الزيات في كتابه التشوف إلى رجال التصوف أن عبد الرحمن بن يوسف بن أبي حفص، حدثه، فقال: 
سمعت أبا عبد الخالق عبد العظيم بن أبي عبد الله بن أمغار يقول لأخوته: أتدرون بم زاد والدكم على صالحي المغرب؟
فقالوا: لا ندري.

فقال: ما فاقهم بكثرة صلاةٍ ولا صيام وإنَّما فاقهم باتّباع السنة. فكان إذا صلَّى العتمة لم يتحدث مع أحد للنهي الوارد في النوم قبلها والحديث بعدها، وإذا صلى العتمة ولم يجد طعاما يفطر عليه، نام ولم يكلم أحدا.
جاء وفد من المشرق لأزمور لزيارة أبي عبد الله بن أمغار وأبي شعيب عيسى، فوجدوهم قد ماتوا، فزاروا قبورهم. "فقيل لهم: 
من أن وصلتهم؟
قالوا: وصلنا من بلاد اليمن.
فقيل لهم: ما الذي أوصلكم؟
فقالوا لنا: نام بعضنا فرأى في منامه الجنة ورأى فيها قصورا عظيمة.
فقال: لمن هذه القصور؟

فقيل له: هي لقوم من صنهاجة أزمور وهم ابن أمغار وأبو شعيب وأبو عيسى"